# Маглич
 Тази статия е за крепостта в Сърбия.  За планината вижте Маглич планина.  
Маглич (на сръбски: Маглич) е средновековна крепост в Сърбия, община Кралево. Разположена е на възвишение, издигащо се на 100 метра над завой на река Ибър, на около 20 километра южно от град Кралево. Крепостта е издигната през XIII век от Стефан Първовенчани или неговия син Стефан Урош I и контролира основния път от долината на Западна Морава към Косово.